# 阿拉克人
阿拉克人，是老撾南方一個南亞語系民族，人口4000多人，多數生活在沙拉灣省。他們可能是從越南中央高原遷徙到老撾。

## 文化
現在，他們多生活在10-60戶組成的村落中，傳統上住在離地一米的圓形公共建築中。他們主食是米，採刀耕火種方式種植，副食有魚、蘑菇和野菜。
宗教信仰涉及一系列超自然現象，包括山，森林和其他自然景物。大多數村莊都有一個巫師幫助治療病人，並預測村莊的未來。死者通常埋在森林的墓地中。